# Les Diables de Guadalcanal
Pour les articles homonymes, voir Guadalcanal (homonymie).
Pour plus de détails, voir Fiche technique et Distribution.
Les Diables de Guadalcanal (Flying Leathernecks) est un film américain réalisé par Nicholas Ray, sorti en 1951.

## Synopsis
Le film débute dans le contexte de la bataille de Guadalcanal.
Les pilotes d'une escadrille du corps des Marines des États-Unis doivent recevoir leur nouveau commandant. Ils font une erreur, ce n'est pas le chic type fraternel qui était jusque-là commandant en second qui est promu. C'est un nouveau venu, un dur à cuire inflexible sur la discipline. La petite collation qu'ils avaient organisée maladroitement se trouve sans objet.
Les jeunes pilotes, chahuteurs et volontiers indisciplinés, sont brutalement repris en main par le nouveau chef. L'adjoint, non promu, a des prises de bec avec ce chef qu'il juge inflexible. Mais à l'épreuve du feu, peu à peu, le « gentil » comprend que c'est le « méchant » qui a raison, et il finira par lui ressembler, au point même de lui succéder enfin .
Quant au méchant, on découvre en lui un chef compétent, responsable, sensible et humain. Un bon mari, un gentil papa, qui ré-écoute la voix de son fiston, enregistrée sur disque.

## Fiche technique
- Titre original : Flying Leathernecks
- Titre français : Les Diables de Guadalcanal
- Réalisation : Nicholas Ray
- Scénario : James Edward Grant, d'après une histoire de Kenneth Gamet
- Photographie : William E. Snyder
- Direction artistique : Albert S. D'Agostino et James W. Sullivan
- Musique : Roy Webb
- Décors : Darrell Silvera et John Sturtevant
- Montage : Sherman Todd
- Producteur : Edmund Grainger, pour la RKO Pictures
- Genre : film de guerre
- Format : couleurs (en Technicolor)
- Durée : 97 minutes
- Date de sortie :
  - États-Unis : 28 août 1951
  - Royaume-Uni : 22 octobre 1951
  - France: 12 septembre 1952
- Tous Publics

## Distribution
- Robert Ryan (VF : Jacques Erwin) : cap. Carl « Griff » Griffin
- John Wayne (VF : Raymond Loyer) : maj. Daniel Xavier Kirby
- Don Taylor (VF : Jacques Courtin) : lt. Vern « Cowboy » Blithe
- Jay C. Flippen (VF : Fernand Rauzéna) : MSgt. Clancy, Line Chief
- Janis Carter (VF : Josette Vardier) : Joan Kirby
- William Harrigan (VF : Richard Francœur) : Dr lt. Cdr. Joe Curran
- James Bell (VF : Jean Gournac) : colonel
- Barry Kelley : Brigadier General
- Maurice Jara (VF : Jacques Beauchey) : Shorty Vegay
- Adam Williams (VF : Serge Lhorca) : Lt. Bert Malotke
- James Dobson (VF : Guy Loriquet) : lt Pudge McCabe
- Carleton Young (VF : Gérard Férat) : col. Riley
- Michael St. Angel (VF : Yves Furet) : cap. Harold Jorgensen, Ops. Officer (comme Steve Flagg)
- Brett King (VF : Jean Daurand) : 1st Lt. Ernie Stark
- Gordon Gebert (VF : Jackie Gencel) : Tommy Kirby
- Ralph Cook (VF : René Bériard) : Lt. Kelvin
- Dick Wessel (VF : Claude Bertrand) : le responsable du matériel de la roulante
- Adam York (VF : Jacques Thébault) : Lt. Simmons
- Harry Lauter : Freddie
- Hugh Sanders (VF : Jean Brunel) : un général à Guadalcanal (non crédité)
- Peter Julien Ortiz : un capitaine

## Autour du film
- Les pilotes et divers personnages sont fortement typés et justement dépeints, il y a le fils de famille texan, qui pilote avec des santiags, le cavalier indien sorti de sa réserve, qui envoie à ses parents des lettres qu'ils doivent se faire lire ; il y a aussi le sergent débrouillard et malhonnête, pour le bien du service.
- Le titre français est inexact[Interprétation personnelle ?], l'action se situe en bien d'autres lieux que Guadalcanal. On assiste à une attaque de la flotte japonaise qui devrait se situer à Saipan, et des attaques de kamikazes qui ont dû avoir lieu à Okinawa. C'est l'histoire de deux années de guerre d'une même escadrille qui nous est racontée. Entre-temps, les Hellcats ont été remplacés par des Corsair.
- Le titre d'origine Flying leathernecks fait allusion à l'usage autrefois, chez les marines, de porter le chapeau réglementaire, avec la jugulaire nouée sur la nuque, ce qui leur avait valu le surnom de « nuques de cuir ». Il est évident[Interprétation personnelle ?] que pour les spectateurs français « nuques de cuir volants » n'aurait pas été évocateur.
- Dans le film, le major Kirby écoute avec un phonographe portatif un message de son fils enregistré sur disque souple. À la fin des années 1960, des cabines ont été installées en France sur la voie publique, notamment près des gares, pour permettre aux voyageurs d'enregistrer leur voix sur un disque souple en vinyle sans aucune intervention humaine, comme dans un Photomaton, afin de pouvoir envoyer ensuite cette "carte-postale orale" à des proches par courrier, mais ces cabines ont rapidement disparu, faute de rencontrer le succès.